# Nova Lipovica
Nova Lipovica falu Horvátországban, Pozsega-Szlavónia megyében. Közigazgatásilag Cseglényhez tartozik.

## Fekvése
Pozsegától légvonalban 20, közúton 25 km-re keletre, községközpontjától  4 km-re nyugatra, a Dilj-hegység északi lejtői alatt, a Pozsegai-medencében fekszik. 

## Története
A középkorban a gradistyai uradalomhoz tartozó Farkasháza állt a helyén, melyet 1413-ban „Farkashaza” néven említenek.  A térséget 1536 körül foglalta el a török és több, mint 150 évig török uralom alatt volt. A török uralom idején a részben katolikus, részben muzulmán hitre tért horvátok mellé településre Boszniából pravoszláv szerbek települtek. A felszabadító harcok során lakossága kihalt, vagy elmenekült, majd az üresen maradt településre nyolc szerb család települt be, azonban rövidesen ezek is kihaltak. 1740-ben a falu már ismét üres volt. Ezt követően a kutjevói uradalom alódiuma, illetve majorja volt. A 20. század elején az Ungár család volt a tulajdonosa. A birtok egy részét már az első világháború előtt ők kezdték felparcellázni és eladogatni, míg másik részét az 1920 körüli fölreform során osztották fel. Új lakói nagyrészt a környező falvakból érkeztek és ők alapították meg a mai Nova Lipovicát. Az első világháború után 1918-ban az új szerb-horvát-szlovén állam, majd később (1929-ben) Jugoszlávia része lett. 1991-től a független Horvátországhoz tartozik. 1991-ben lakosságának 88%-a szerb, 10%-a horvát nemzetiségű volt. 2011-ben a településnek 37 lakosa volt. 

## Lakossága
| Lakosság változása | Lakosság változása | Lakosság változása | Lakosság változása | Lakosság változása | Lakosság változása | Lakosság változása | Lakosság változása | Lakosság változása | Lakosság változása | Lakosság változása | Lakosság változása | Lakosság változása | Lakosság változása | Lakosság változása | Lakosság változása |
| ------------------ | ------------------ | ------------------ | ------------------ | ------------------ | ------------------ | ------------------ | ------------------ | ------------------ | ------------------ | ------------------ | ------------------ | ------------------ | ------------------ | ------------------ | ------------------ |
| 1857               | 1869               | 1880               | 1890               | 1900               | 1910               | 1921               | 1931               | 1948               | 1953               | 1961               | 1971               | 1981               | 1991               | 2001               | 2011               |
| 0                  | 0                  | 0                  | 0                  | 0                  | 0                  | 0                  | 68                 | 52                 | 91                 | 93                 | 74                 | 45                 | 42                 | 48                 | 37                 |

(1931-től településrészként, 1991-től önálló településként.)